# Jennie Simms
Jennie Simms (ur. 21 kwietnia 1994 w Accokeek) – amerykańska koszykarka, występująca na pozycjach rzucającej lub niskiej skrzydłowej, posiadająca także izraelskie obywatelstwo, reprezentantka tego kraju, od 2023 zawodniczka Elicur Ramla.
Jej ociec Darrick grał w koszykówkę na uczelni Virginia w latach 1985–1988. 

## Osiągnięcia
Stan na 20 marca 2024, na podstawie, o ile nie zaznaczono inaczej.

### NCAA
- Uczestniczka rozgrywek turnieju NCAA (2013)
- Koszykarka roku konferencji USA (2017)
- Najlepsza nowo-przybyła koszykarka konferencji USA (2015)
- Laureatka nagrody NAACP’s Female Athlete of the Year (2014)
- MVP turnieju South Point Holiday Hoops Classic (2014)
- Zaliczona do:
  - I składu:
    - konferencji USA (2015–2017)
    - turnieju konferencji USA (2015–2017)

  - składu honorable mention All-America (2017 przez Associated Press)
- Liderka:
  - NCAA w liczbie strat (2015 – 175, 2017 – 162)
  - konferencji USA w:
    - średniej (2016 – 21,4, 2017 – 26)
    - liczbie:
      - punktów (2016 – 663, 2017 – 806)
      - celnych:
        - (270) i oddanych (570) rzutów z gry (2017)
        - rzutów wolnych (2015 – 157, 2016 – 178, 2017 – 203)

      - oddanych rzutów wolnych (2016 – 249, 2017 – 255)

    - strat (2015 – 175, 2017 – 162)

### Drużynowe
- Zdobywczyni Pucharu Francji (2023)
- Finalistka Pucharu Francji (2021)
- 4. miejsce w EuroCup (2021)

### Indywidualne
(* – oznacza nagrody przyznane przez portal eurobasket.com)
- MVP sezonu ligi izraelskiej (2022)*[4]
- Najlepsza zawodniczka:
  - zagraniczna ligi izraelskiej (2022)*[4]
  - występująca na pozycji obronnej ligi izraelskiej (2022)*[4]
- Zaliczona do*:
  - I składu:
    - ligi izraelskiej (2022)[4]
    - zawodniczek zagranicznych ligi izraelskiej (2022)[4]

  - II składu ligi izraelskiej (2021)[5]
  - składu honorable mention ligi izraelskiej (2023)[6]
- Liderka strzelczyń ligi izraelskiej (2022 – 28,8)[4]

### Reprezentacja
- Uczestniczka:
  - mistrzostw Europy (2023)
  - kwalifikacji do Eurobasketu (2023)